# Miriam Beizana Vigo
Miriam Beizana Vigo (La Coruña, 20 de agosto de 1990) es una escritora y crítica literaria española.

## Vida personal y bibliografía
Nació en La Coruña, pero pasó su infancia en Carballo. Trabaja en la administración orientada al sector industrial, aunque lleva escribiendo desde muy joven. Su primera novela, Marafariña, en parte autobiográfica, cuenta la historia de amor entre Ruth, una joven testigo de Jehová y Olga, una chica catalana que llega a la aldea en la que reside la primera; esta novela tiene una secuela, Inflorescencia, publicada 3 años más tarde. En cuanto a Todas las horas mueren, es una novela corta que, en la ficción, fue escrita por Olga a partir de unas páginas que comenzó su madre. Finalmente, escribió un ensayo sobre el cantante de pop Tino Casal.
Aunque en su obra siempre da protagonismo a las mujeres (generalmente lesbianas), rechaza la etiqueta de novelas lésbicas dado que no son exclusivas de personas LGTBI. En palabras de la autora:

Creo que ninguna autora o autor escribe novela LGBT propiamente dicha. Escriben novela romántica, novela fantástica, novela intimista, novela de ciencia ficción en cuya trama se refleja algún personaje homosexual. No sé en qué clase de mundo seguimos viviendo que hace que este tipo de libros deban tener  un distintivo, como si solo pudieran enfocarse a un público general. Qué rabia. Como si fuera un problema, una barrera, un distintivo. Qué chirriante. Porque yo leo más cantidad de novela heterosexual que de novela lésbica, pero parece que el mundo heterosexual no puede asumir leer novela lésbica.

Entre sus influencias están Fannie Flagg, Virginia Woolf, Carmen Laforet, Rosa Montero y Ana María Matute.
Colabora realizando críticas literarias en La Voz de Galicia y en la web Café Librería, y realiza artículos en el portal de difusión y visibilidad LGTB Hay una lesbiana en mi sopa. También ha publicado varios relatos, tanto de forma particular como formando parte de antologías, como Asalto a Oz  o 
Misteria I (esta última tras quedar finalista en el premio del mismo nombre).
En 2019 publicó junto a Maite Mosconi, su primera obra infantil, Guerreiras de lenda (en gallego), que incluye cuentos y poemas (basados en leyendas reales) y diversas actividades interactivas.
En 2020 se publicó su cuarta novela, La herida de la literatura, la primera con el apoyo de un sello editorial. En 2024 volvió a publicar en gallego (con Xerais) su obra A Soidade das Nenas. En una entrevista, anunció que volverá a tratar el fanatismo religioso en una futura novela.

## Premios y reconocimientos
- 2.º Premio en el XI Certamen de Cuentos Interculturales (por el relato El tren)[20]
- Finalista I Premio Misteria 2018 de Les Editorial (por el relato A Raíña).[16]
- Una de las 10 ganadoras del concurso de relatos cortos de fantasía en gallego, Seres máxicos de Galicia e onde atopalos, centrado en el mundo de Harry Potter, por el relato A pastoriña.[21]

## Obras

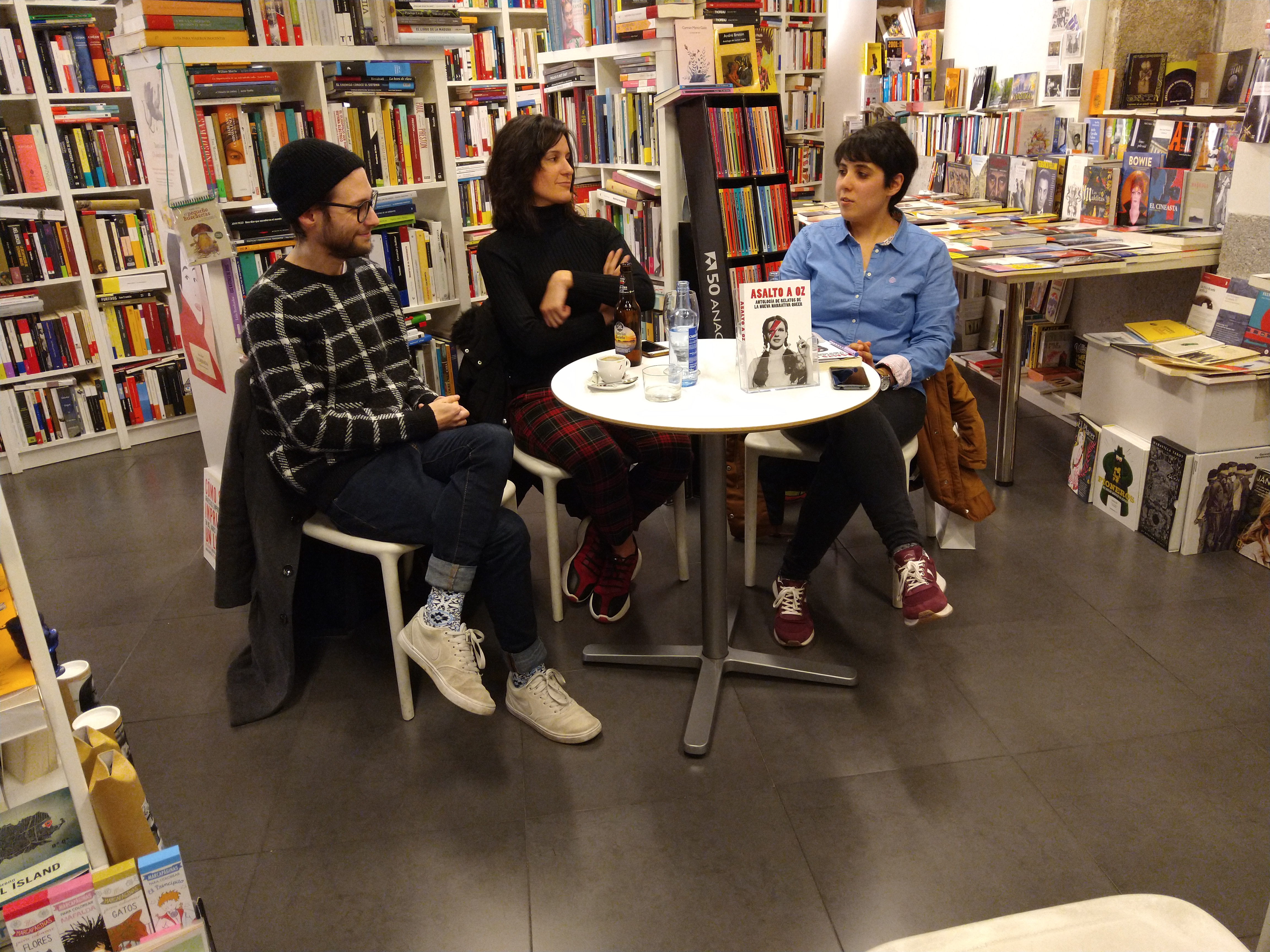
Con Álvaro Domínguez y Bárbara González Vilariño, en la presentación de Asalto a Oz.

### Novelas
- Marafariña (2015).
- Todas las horas mueren (2016).
- Inflorescencia (2018).
- La herida de la literatura (LES Editorial, 2020).
- A soidade das nenas (Xerais, 2024).

### Ensayos
- Tino Casal. Tal como fue, junto con Navarro Asensio, Pep (2016).

### Obras infantiles
- Guerreiras de lenda, junto con Maite Mosconi (Vanir, 2019).

### Relatos
- El tren (2018).
- Mangas verdes (Cerbero, 2018).
- El tiempo de las cerezas (Libros prohibidos, 2019).

#### En obras colectivas
- Cada día me gustas más, con el relato Ensayo sobre la fragilidad del amor (con 10 autoras) (HULEMS, 2016).
- Personajes de novela, con el relato El peso de las lágrimas en el corazón (con 38 autores) (Playa de Ákaba, 2016).
- Actos de F.E., con el relato Dor (con 21 autores) (Cerbero, 2019).
- Misteria I, con el relato A Raíña (con 12 autores) (LES Editorial, 2019).
- Asalto a Oz, antología de relatos de la nueva narrativa queer, con el relato Procura olvidarme (con 15 autores) (Dos Bigotes, 2019).
- Relatos nada clásicos, con el relato La soledad es fea, y tú no lo eras (con 26 autores) (Menades, 2021).